# Гондатьевская волость (Томская губерния)
Гонда́тьевская во́лость — административно-территориальная единица, входившая в 1909—1923 годах в состав Томского уезда Томской губернии. Административный центр — село-станция Болотное.

## История
Село Болотное впервые упоминается в документах 1805 года, как поселение, появившееся на южной ветви Сибирского тракта. Основой хозяйственной деятельности являлась извозческая деятельность, в поселении была образована ямщицкая станция. Здесь проходила смена лошадей и обмен почтой. Своё название деревня получила от речки Болотной, что до сих пор протекает в пределах поселения.
Если в период раннего средневековья эти территории обживались мигрирующими сибирско-татарскими племенами (чулымцы, барабинцы, томские татары-эуштинцы, а также сюда кочевали время от времени ойраты и киргизы), то с XVIII века местный национальный состав сменился на преимущественно оседлое крестьянское русское население — семьи казаков и переселенцев, как правило, имели по полтора десятка детей.
В XIX веке село Болотное входило в состав Ояшкинской волости Томского уезда Томской губернии.
В 1863 году при болотнинской церкви (построена в 1838 году) была открыта церковно-приходская школа, ставшая основой системы образования.
В конце XIX века в 1895—1896 годах строится Сибирская железная дорога, которая станет на участке от Омска до Красноярска Томской железной дорогой. Железная дорога проходит через Болотное, которое становится железнодорожным посёлком при крупной станции. Выгодное географическое расположение и железная дорога способствовали бурному экономическому развитию территории. Этому способствовало и то, что Болотное оказалось на первой четверти важного купеческого сухопутного пути «Барнаульский тракт», идущего (через Болотное, Бердск и Черепаново) от Томска к императорским заводам губернии на Горным Алтае (Барнаул, Камень, Бийск).
Летом 1909 года сход сельских граждан окружающих сёл и деревень постановил создать свою волость выходом сельских поселений территории из состава Ояшкинской волости (она продолжала существовать на территории от реки Чебула (село Таганай) и западнее).
Решением схода новая волость получила наименование Гондатьевской — в честь томского губернатора Николая Львовича Гондатти (1860—1946), который отличился решительными мерами и реальной помощью Ново-Николаевску, пострадавшему от пожара, начавшегося 11 мая 1909 года и продолжавшегося несколько дней. Также губернатор проявил личное участие и предпринимал конкретные действия на месте в периоды эпидемий в волостях между реками Обь и Томь.
В состав Гондатьевской волости входило семьдесят три поселения — сёла, деревни и хутора, расположенные не только по сторонам железной дороги, но и выходившие к реке Оби, в том числе: Александровка, Ача, Баратаевка, Берёзовка (пос. Березовский), Большеречка, Варламово, Верхотуровка, Витебск, Дивинка, Дубровское, Егоровка, Зудово, Кандереп, Карасёво, Киевка, Кисилёвка, Киряково, Корнилово, Кривояш, Кругликово, Кунчурук, Кустово, Лебяжье, Мануйлово, Михайловка, Насоново, Новогеоргиевка, Ново-Романовский, Оброчный, Овражный, Пустолежащее, Рыбкинский, Сабановка, Светлая Поляна, Новая Поляна, Степаниха, Таскаево, Терск (Тёрское), Трактомировский, Турнаево, Чахлое, Шелковниково, Верхний Елбак, Старый Елбак, Сухиновский и др.
В Болотной были сформированы органы местной волостной власти и земского самоуправления.
Общее население волости в 1917—1927 годах оценивалось в 6—7 тысяч человек.
В 1911 году в списках населённых мест Томской губернии указано: село Болотное расположено от города Томска на расстоянии 105 км, здесь имеются почта и телеграфная станция, волостное правление, становой пристав. Число дворов 282 в которых число наличных душ — мужского пола 678 человек и женского — 718. Имеются православная церковь во имя Святого чудотворца Николая, церковно-приходская школа, станция Томской железной дороги, еженедельный по пятницам и субботам базар, ярмарка два раза в год по неделе; 68 торговых лавок; две паровых раструсных мельницы, одна казённая винная лавка, три пивных ларька, отделение казенного сельского склада, хлебозапасный магазин села.
При создании вокруг быстро растущего города Ново-Николаевска нового, Ново-Николаевского уезда, территория Гондатьевской волости (и село Болотное, в частности), продолжали относиться всё к тому же Томскому уезду.
При установлении советской власти с конца декабря 1919 года, в Болотном формируются Болотнинский районный комитет РКП(б) под руководством тов. Жабского (райком осуществлял всю власть на территории через созданный 19 января 1920 года при нём поселковый ревком и комсомольскую организацию, сельский совет (сельсовет), волсовет — волостной совет рабочих, крестьянских и красноармейских депутатов (создан в июне 1920 года), волостной исполнительный комитет (волисполком), волостной отдел милиции (сентябрь 1920 года), волостной военный комиссариат (сентябрь 1920 года) и даже пожарный подъотдел (весна 1920) с сооружением наблюдательной каланчи. Здесь же с 19 февраля 1920 года начала выпускаться газета «Пролетарская мысль» — агитационно-пропагандистский орган райкома партии. 21 января 1921 года была создана волостная ВЧК.
При создании в 1923 году новой Ново-Николаевской губернии РСФСР (в целом — на основе Каинского и Ново-Николаевского уездов Томской губернии) территория Болотнинской волости относилась, как и прежде, к Томскому уезду Томской губернии.
Всю координацию власти и политики местной территории определял Болотнинский райком РКП(б), который в августе 1920 года инициировал реорганизовать Гондатьевскую/Болотнинскую волость разделением на три волости: Киряковскую, Мануйловскую и Болотнинскую. Однако основой местного управления стали сельсоветы, которые по факту жизни всё меньше и меньше координировались волисполкомами.
В 1923 году тот же райком выполняет распоряжение Сибревкома по объединению («укрупнению») Болотнинской, Варюхинской, Киряковской, Мануйловской, большей части Проскоковской, Тутальской, Вороновской волостей Томского уезда, а также ряда сельсоветов в восточной части Ояшкинской волости в укрупнённую Болотнинскую волость. 4 сентября 1924 года Сибревком принимает решение о реорганизации этой укрупнённой волости в Болотнинский район. До августа 1925 года волости и район относились к Томскому уезду Томской губернии; затем, в 1925—1930 годах, были частью Томского округа Сибирского края.
При создании в 1944 году Томской области (в рамках бывших Томского и Нарымского округов), Болотнинский район был выведен из состава томских земель и отнесён к Новосибирской области. Другие районы бывшего Томского округа (уезда) вдоль Транссиба были отнесены к вновь созданной Кемеровской области.

## Известные личности
Гондатьевская волость Томского уезда стала местом рождения четырёх героев Великой Отечественной войны:
- Бабахин, Калистрат Иванович (1918—1987) — ветеран Великой Отечественной войны, Герой Советского Союза (1945).
- Забобонов, Иван Семёнович (1912—1945) — участник Великой Отечественной войны, Герой Советского Союза (1945).
- Котов, Георгий Карпович (1918—2004) — ветеран Великой Отечественной войны, Герой Советского Союза (1945).
- Лызин, Василий Петрович (1914—1998) — ветеран Великой Отечественной войны, Герой Советского Союза (1945).